# Banja Luka Challenger 2004
Il Banja Luka Challenger 2004 è stato un torneo di tennis facente parte della categoria ATP Challenger Series nell'ambito dell'ATP Challenger Series 2004. Il torneo si è giocato a Banja Luka in Bosnia ed Erzegovina dal 20 al 26 settembre 2004 su campi in terra rossa.

## Vincitori

### Singolare
Jurij Ščukin ha battuto in finale  Werner Eschauer con il punteggio di 7–6(3), 7–6(7).

### Doppio
Il torneo è terminato prima della seconda semifinale.